# 宇宙刑事ギャバン (曲)
「宇宙刑事ギャバン」（うちゅうけいじギャバン）は、串田アキラのシングル。1982年3月21日に日本コロムビアから発売された。型番はCK-647。

## 解説
表題曲「宇宙刑事ギャバン」は、テレビドラマ（特撮番組）『宇宙刑事ギャバン』のオープニングテーマとして使用された。カップリングには、同じく串田アキラが歌う同作エンディングテーマ「星空のメッセージ」が収録されている。
また、「宇宙刑事ギャバン」は、同作30周年記念映画『宇宙刑事ギャバン THE MOVIE』でも、ダブル主題歌の1つとして使用された。なお、もう1つの主題歌の「宇宙刑事ギャバン Type G」（編曲：和田耕平）も「宇宙刑事ギャバン」を元にしたアレンジ曲となっている。

## 挿話
明治大学応援団は有名な「狙いうち」の導入に、「ギャバン」という呼び名でこの曲のイントロを使用している。
2018年7月7日開催のイヤホンズ3周年記念ライブツアー『Some Dreams Tour 2018 -新次元の未来泥棒ども-』東京公演にゲスト出演した際にはこの曲をイヤホンズと共に披露した。
2024年11月13日（12日深夜）、テレビ東京「ドラマチューズ!」『ウイングマン』第4話に宇宙刑事ギャバン（劇中ヒーローショー）が登場し、本楽曲も挿入歌として使用されクレジットにも記された。

## 収録曲
- 全曲作詞：山川啓介／作曲：渡辺宙明／編曲：馬飼野康二

1. 宇宙刑事ギャバン
2. 星空のメッセージ

## カバー
『超時空要塞マクロス コブラ 人気アニメ主題歌集』（JBX-2029、1982年発売）などに収録。
藤井健 - ビクターレコード（ビクターエンタテインメント）による「宇宙刑事ギャバン」のカバーを収録。
『ぼくらのアニメ全曲集』（K20H-4095、1982年発売）などに収録。
藤井健 - キングレコードによる「宇宙刑事ギャバン」のカバーを収録。上記のビクターレコードの音源とは異なる。
『アニメタル・マラソンII 特撮編』（SRCL-4200～SRCL-4201、1998年2月21日発売）
アニメタル - ソニーレコード（ソニー・ミュージックレコーズ）による「宇宙刑事ギャバン」のカバーを収録。
『特撮狂 TOKUSATZCREW』（LACD-0020、1999年10月10日発売）
POLYSICS - ラストラム・ミュージックエンタテインメントによる「宇宙刑事ギャバン」のカバーを収録。
『ウルトラアニメユーロビートシリーズ 外伝 特撮王』（PICA-1231、2001年10月24日発売）
串田アキラ - パイオニアLDC（NBCユニバーサル・エンターテイメントジャパン）による「宇宙刑事ギャバン(渡辺宙明セルフアレンジ)」のセルフカバーを収録。渡辺宙明自身が編曲を行った。

### 中国語のカバー、アレンジバージョンなど
「太空戦士」／黑寶
台湾のテレビ局、中華電視公司で1984年放送の特撮テレビドラマ「太空戦士 SPACE WARRIOR」より
作詞：顧英哲、林宜娟／作曲：渡辺宙明
「加速吧！桃猿戰士！」
台湾のプロ野球チーム「Lamigoモンキーズ」の2017年公式応援曲
「桃猿戰士 Lamigo Fighter」（ラミゴファイター）／ファイヤー・イーエックス
2017年台湾シリーズ・「Lamigoモンキーズ」の公式応援曲
本曲のアレンジバージョン